# الولاية التاريخية الأولى
الولاية التاريخية الأولى من الولايات التاريخية السبعة في ثورة التحرير الجزائرية والمنبثقة بعد مؤتمر الصومام وتقلد قيادتها أول مرة الشهيد مصطفى بن بولعيد وشملت مناطق جنوب قسنطينة والأوراس وومنطقة النمامشة ولعبت دورًا فعالا وحاسما في القضية الجزائرية وكانت الحدود المشتركة مع تونس منفذًا هامًا لعبور المجاهدين بين البلدين.

## المجال المكاني
شمات الولاية التاريخية الأولى كل ولاية الاوراس سابقا والمتمثلة في الولايات الحالية: باتنة، خنشلة، بسكرة، سوق أهراس، تبسة وكل هذه الولايات تتميز بتضاريسها الوعرة بفضل سلسلة جبال الأوراس الشاهقة تتخللها وديان ملتوية وكذلك برودة طقسها في الشتاء مما ساعدها في الهجوم على قوات العدو الفرنسي باستمرار وهزمه في الكثير من المرات.

## أهم المعارك[3][4]
- معركة الجرف
- أم لكماكم
- معركة جبل أرقو
- معركة الجبل الأزرق
- معركة جبل اولاد حناش
- معركة خنقة أمعاش
- معركة أمزا أحمد
- معركة أفري لبلح
- الوجوه الحمر
- معركة تازروبونت
- معركة جبل بوعريف
- معركة فوذ أقلال
- معركة جبل بواري

## قادة الولاية الأولى التاريخية
| الترتيب | بداية            | نهاية            | صورة | عقيد              |
| ------- | ---------------- | ---------------- | ---- | ----------------- |
| 1       |                  |                  |      | مصطفى بن بولعيد   |
| 2       |                  |                  |      | سي مسعود          |
| 3       | ربيع 1957        |                  |      | محمود الشريف      |
| 4       | 1957             | أفريل 1958       |      | محمد لعموري       |
| 5       | أفريل 1958       | أواخر 1958       |      | أحمد نواورة       |
| 6       | أواخر 1958       | بداية أفريل 1959 |      | عبيدي محمد الطاهر |
| 7       | بداية أفريل 1959 | أفريل 1960.      |      | مصطفى مراردة      |
| 8       | أفريل 1960.      | فبراير 1961.     |      | علي سوايعي        |
| 9       | فبراير 1961.     | 1962             |      | الطاهر زبيري      |